# Misjonarze Świętego Franciszka Salezego
Misjonarze Świętego Franciszka Salezego (Fransalianie) – męski zakon założony 24 października 1838 roku przez ojca Pierre'a-Marie Mermiera pod patronatem świętego Franciszka Salezego w Annecy we Francji. Drugą patronką zgromadzenia jest Matka Współczucia. Fransalianie pracują w Europie, Północnej i Południowej Ameryce, Afryce oraz w Indiach. Ich głównym celem jest odnowa życia chrześcijańskiego przez ewangelizację, edukację oraz pracę na parafiach. Pozostają do dyspozycji lokalnych biskupów. W roku 2005 zgromadzenie liczyło 1321 członków, 61 nowicjuszy i 352 kandydatów.

## Historia
Ojciec Pierre-Marie Mermier utworzył wokół siebie niewielką grupę misjonarzy, którzy za główny cel stawiali sobie ubogacenie wiary parafian. W czerwcu 1834 roku Biskup Annecy pozwolił wspólnocie na założenie domu zakonnego w La Roche. 29 września 1836 roku biskup Peter Joseph Rey oficjalnie zatwierdził regułę nowego zgromadzenia, które od tej pory znane było jako Misjonarze z Annecy. 8 sierpnia 1837 roku zakon założył dom generalny w Annecy, gdzie od tej pory szkolono przyszłych księży i misjonarzy. 25 października 1838 roku biskup Rey wydał dokument zatwierdzający zgromadzenie oraz jego pełną nazwę. Pomimo niewielkiej liczby członków już 8 września 1845 roku zakonnicy wyjechali na misje do Indii. Między 1828 a 1857 rokiem ojciec Mermier dał początek 90 misjom. Zmarł 30 września 1862 roku w wyniku powikłań po podwójnym złamaniu prawej nogi. Od drugiej połowy XIX wieku diecezje w Nagpur i Visakhapatnam zarządzane są przez biskupów wywodzących się ze zgromadzenia fransalianów. Stolica Apostolska zatwierdziła zakon 19 maja 1860 roku, natomiast jego konstytucje 9 sierpnia 1889 roku. 

## Fransalianie na świecie
Zakon pozostaje obecny w następujących regionach i państwach świata:

### Prowincje
- Afryka Wschodnia[3]
- Indie Północno-wschodnie,
- Indie Południowo-wschodnie
- Visakhapatnam
- Nagpur (od 1996)
- Pune (od 1996)
- Brazylia (od 1926)
- Anglia
- Francja-Szwajcaria

### Regiony
- Afryka Północna
- Stany Zjednoczone (od 1972)

### Misje
- Chile
- Czad
- Mozambik
- Filipiny